# هربرت گوستاو اشمالز

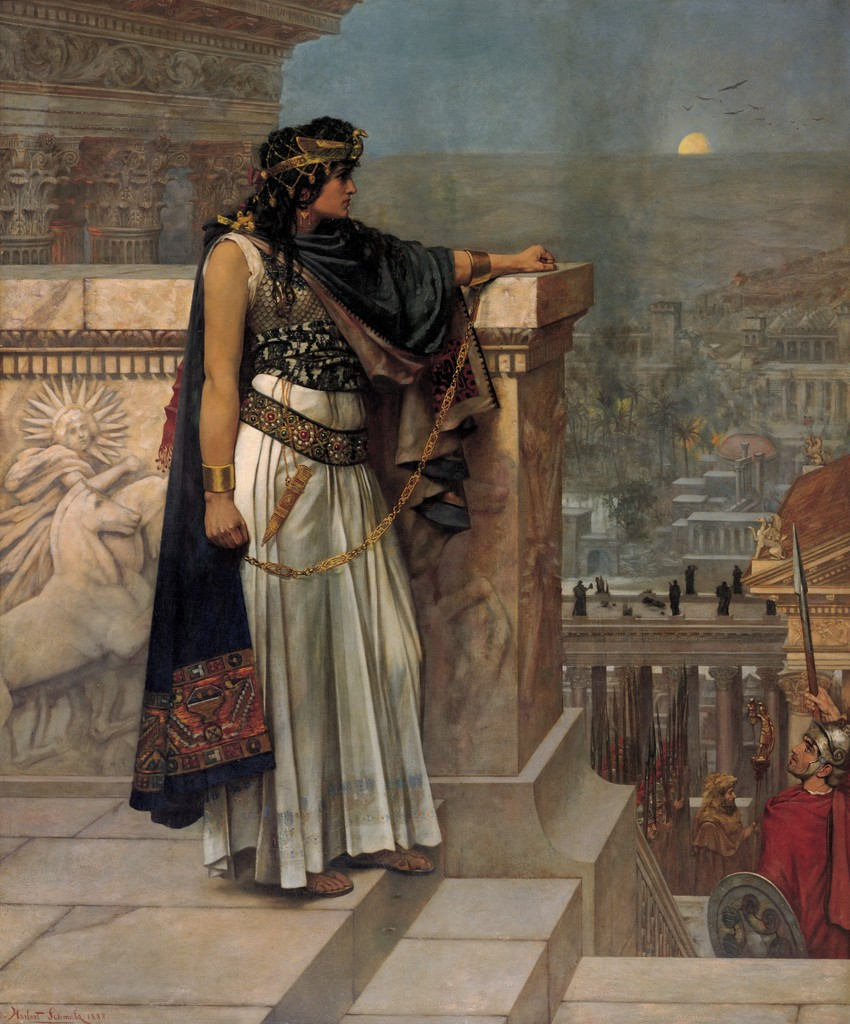
یک نقاشی از اشمالز ،زنوبیا

هربرت گوستاو اشمالز (انگلیسی: Herbert Gustave Schmalz; ۱ ژوئن ۱۸۵۶ – ۲۴ نوامبر ۱۹۳۵) نقاش اهل نیوکاسل در بریتانیا بود.